# Liste der Baudenkmäler in Buch am Wald
Auf dieser Seite sind die Baudenkmäler in der mittelfränkischen Gemeinde Buch am Wald zusammengestellt. Diese Tabelle ist eine Teilliste der Liste der Baudenkmäler in Bayern. Grundlage ist die Bayerische Denkmalliste, die auf Basis des Bayerischen Denkmalschutzgesetzes vom 1. Oktober 1973 erstmals erstellt wurde und seither durch das Bayerische Landesamt für Denkmalpflege geführt wird. Die folgenden Angaben ersetzen nicht die rechtsverbindliche Auskunft der Denkmalschutzbehörde.
 Diese Liste gibt den Fortschreibungsstand vom 4. August 2020 wieder und enthält 20 Baudenkmäler.

## Baudenkmäler nach Gemeindeteilen

### Buch am Wald
| Lage                     | Objekt                                           | Beschreibung | Akten-Nr.             | Bild           |
| ------------------------ | ------------------------------------------------ | --- | --------------------- | -------------- |
| Pfarrgasse 2 (Standort)  | Wohnhaus                                         | Erdgeschossiger Satteldachbau mit Dacherker in Fachwerk über massivem Unterbau, erstes Viertel 19. Jahrhundert | D-5-71-125-1 Wikidata | BW             |
| Pfarrgasse 13 (Standort) | Evangelisch-lutherisches Pfarrhaus               | Zweigeschossiger Satteldachbau mit Fachwerkgiebel und rundbogigen Ladeöffnungen, Giebel angeblich 1688, im 18. Jahrhundert massiv unterfangen | D-5-71-125-2 Wikidata | BW             |
| Pfarrgasse 16 (Standort) | Wohnhaus                                         | Zweigeschossiger Satteldachbau mit verputztem Fachwerkgiebel, erstes Viertel 19. Jahrhundert, nach Westen erweitert | D-5-71-125-3 Wikidata | BW             |
| Pfarrgasse 19 (Standort) | Wohnstallhaus                                    | Erdgeschossiger Frackdachbau mit Fachwerkteilen und massivem Stallanbau mit Krüppelwalmdach, „1811“ (bezeichnet), komplett verschalt | D-5-71-125-4 Wikidata | BW             |
| Schulstraße 7 (Standort) | Evangelisch-lutherische Pfarrkirche Sankt Wendel | Saalbau im Markgrafenstil mit Ostturm mit Oktogon und Spitzhelm, Turmunterbau und Teile der östlichen Umfassungsmauer wohl noch 13. Jahrhundert, völlige Umgestaltung, Erweiterung und Turmerhöhung mit Läutegeschoss und Oktogon nach Plänen von Johann David Steingruber, 1744 f., mit Ausstattung | D-5-71-125-6 Wikidata | weitere Bilder |
| Schulstraße 7 (Standort) | Friedhofsmauer                                   | ehemalige Befestigungsmauer, mit profilierter Portalarchivolte, im Kern spätmittelalterlich, Portal „1661“ (bezeichnet) | D-5-71-125-6          | weitere Bilder |
| Wirtsgasse (Standort)    | Steinbank                                        | Runde Einfassung der Ortslinde, 18./19. Jahrhundert | D-5-71-125-8 Wikidata | BW             |
| Wirtsgasse 2 (Standort)  | Gasthaus Zur Krone                               | Zweigeschossiger Satteldachbau mit Schopfwalm, 18. Jahrhundert, überformt | D-5-71-125-7 Wikidata | BW             |

### Berbersbach
| Lage                     | Objekt                                  | Beschreibung | Akten-Nr.              | Bild |
| ------------------------ | --------------------------------------- | --- | ---------------------- | ---- |
| Berbersbach 6 (Standort) | Ehemalige Mühle, sogenannte Birkenmühle | Zweigeschossiger Satteldachbau in Fachwerk über massivem Erdgeschoss mit eingeschossigem querstehenden Anbau mit Satteldach, „1846“ (bezeichnet) vielleicht über älterem Kern, später erweitert | D-5-71-125-10 Wikidata | BW   |
| Berbersbach 6 (Standort) | Ehemalige Mühle, Scheune                | Erdgeschossiger Satteldachbau mit Schopfwalm, Fachwerkteilen und korbbogigen Toren, um 1846, später verändert und erweitert                                                                     | D-5-71-125-10 Wikidata | BW   |

### Gastenfelden
| Lage                       | Objekt                                                    | Beschreibung | Akten-Nr.              | Bild           |
| -------------------------- | --------------------------------------------------------- | --- | ---------------------- | -------------- |
| Gastenfelden 21 (Standort) | Evangelisch-lutherische Pfarrkirche Sankt Maria-Magdalena | Saalbau im Markgrafenstil mit eingezogenem Portalvorbau im Westen und Ostturm mit Oktogon und Spitzhelm, Turmunterbau 1417, Neubau des Kirchenschiffs und Turmerhöhung vor 1793 f., mit Ausstattung | D-5-71-125-11 Wikidata | weitere Bilder |
| In Gastenfelden (Standort) | Friedhofsmauer                                            | Quadermauer mit neugotisch ornamentierten Torpfeilern und schmiedeeisernem Gitter, Ende 19. Jh. | D-5-71-125-25          | BW             |

### Hagenau
| Lage                  | Objekt                                                      | Beschreibung | Akten-Nr.              | Bild                |
| --------------------- | ----------------------------------------------------------- | --- | ---------------------- | ------------------- |
| Hagenau 8 (Standort)  | Fachwerkscheune                                             | Zugehörig, mit Schopfwalmdach, 1798 | D-5-71-125-14 Wikidata | BW                  |
| Hagenau 9 (Standort)  | Evangelisch-lutherische Filialkirche Zu unserer lieben Frau | Chorturmkirche, Saalbau mit Rechteckchor im mächtigen, vorkragenden Turm mit Gurtgesimsen und Spitzhelm sowie mit Sakristeianbau nördlich am Turm, wohl Ende 15. Jahrhundert mit hochmittelalterlichem Kern, im 18./19. Jahrhundert verändert, mit Ausstattung | D-5-71-125-12 Wikidata | weitere Bilder      |
| Hagenau 9 (Standort)  | Zwei Steinkreuze, wohl ehemalige Sühnekreuze                | Eines mit nur einem Kreuzarm, spätmittelalterlich, 1977 neu aufgestellt | D-5-71-125-17 Wikidata | weitere Bilder      |
| Hagenau 12 (Standort) | Ehemaliges Gasthaus                                         | Zweigeschossiger Satteldachbau in Fachwerk über massivem Erdgeschoss mit Eckquaderung, 18. Jahrhundert, „1827“ (bezeichnet) massiv unterfangen | D-5-71-125-16 Wikidata | Ehemaliges Gasthaus |

### Leimbachsmühle
| Lage                        | Objekt                        | Beschreibung                                                    | Akten-Nr.              | Bild |
| --------------------------- | ----------------------------- | --------------------------------------------------------------- | ---------------------- | ---- |
| Leimbachsmühle 1 (Standort) | Ehemalige Mühle: Hauptgebäude | zweigeschossiger Massivbau mit Mansardwalmdach, 18. Jahrhundert | D-5-71-125-18 Wikidata | BW   |
| Leimbachsmühle 1 (Standort) | Ehemalige Mühle:Scheunenbau   | mit Fachwerkgiebel, gleichzeitig                                | D-5-71-125-18 Wikidata | BW   |

### Schönbronn
| Lage                     | Objekt                                       | Beschreibung | Akten-Nr.              | Bild |
| ------------------------ | -------------------------------------------- | --- | ---------------------- | ---- |
| Schönbronn 1 (Standort)  | Ehemaliges Hessing’sches Gut, jetzt Clubhaus | Zweigeschossige Dreiflügelanlage mit rustiziertem Erdgeschoss, Gurtgesims, Kragsteinen, Krüppelwalmdach, Giebelreiter, hölzernen Giebelverzierungen und gußeisernen Balkonen, 1898 | D-5-71-125-19 Wikidata | BW   |
| Schönbronn 13 (Standort) | Ehemaliger Wohnteil eines Kleinbauernhauses  | Erdgeschossiger Satteldachbau in Fachwerk, 18. Jahrhundert | D-5-71-125-20 Wikidata | BW   |
| Schönbronn 17 (Standort) | Denkmal                                      | Für Friedrich von Hessing (1838–1918) | D-5-71-125-21 Wikidata | BW   |

### Traisdorf
| Lage                    | Objekt   | Beschreibung | Akten-Nr.              | Bild |
| ----------------------- | -------- | --- | ---------------------- | ---- |
| Traisdorf 11 (Standort) | Wohnhaus | Zweigeschossiger Schopfwalmdachbau mit Fachwerkteilen über massivem Erdgeschoss, Ecklisenen und Gurtgesims aus Haustein, „1823“ (bezeichnet) | D-5-71-125-23 Wikidata | BW   |
| Traisdorf 13 (Standort) | Wohnhaus | Erdgeschossiger Bau mit Mansardsatteldach und Ecklisenen, „1794“ (bezeichnet), „1864“ (bezeichnet) verändert                                 | D-5-71-125-24 Wikidata | BW   |

### Keinem Gemeindeteil zugeordnet
| Lage | Objekt | Beschreibung | Akten-Nr.     | Bild |
| --- | --- | --- | ------------- | ---- |
| Deutschbach; Löhle; Schlund; Fünfzehnerholz; Leimbachfeld; Rößholz; Eiletsfeld; Großer Grund; Zwischen den Bächen; Hochstraße; Langer Fürst; Leimbach; Straßenfeld; Eiletsweg; Nähe Gastenfeldener Bach; von Traisdorf nach Hagenau; Gastenfeldener Bach; Hoffeld () | Teil der Grenzsteinreihe auf der neuen Landesgrenze zwischen dem Königlich Preußischen Fürstentum Ansbach und dem Fürstentum Hohenlohe-Schillingsfürst | Stelen aus Sandstein, oben abgerundet, bezeichnet mit "PG/HG", versetzt 1804, zum Teil umgearbeitete ältere Fraischsteine | D-5-71-125-28 |      |

## Ehemalige Baudenkmäler
In diesem Abschnitt sind Objekte aufgeführt, die früher einmal in der Denkmalliste eingetragen waren, jetzt aber nicht mehr. Objekte, die in anderem Zusammenhang also z. B. als Teil eines Baudenkmals weiter eingetragen sind, sollen hier nicht aufgeführt werden. Aktennummern in diesem Abschnitt sind ehemalige, jetzt nicht mehr gültige Aktennummern.

| Lage                                                       | Objekt       | Beschreibung | Akten-Nr.              | Bild |
| ---------------------------------------------------------- | ------------ | ------------ | ---------------------- | ---- |
| Buch Weidlachfeld, an der Straße nach Jochsberg (Standort) | Grenzstein   | 1779         | D-5-71-125-9 Wikidata  | BW   |
| Traisdorf Traisdorf 4 (Standort)                           | Fensterstock | 1731         | D-5-71-125-22 Wikidata | BW   |